# توماس داكروس
توماس داكروس هو رحّالة من أصول اسبانيّة ، من مقاطعة آكس أون بروفانس ، أُسِر من قبل القراصنة و اشتراه تاجر تونسي ثريّ قبل أن يعتنق الإسلام. 
زار دقة سنة 1631 و هو أوّل من اكتشف نقيشة دقّة الأولى و أخذ نسخة طبق الأصل منها وقدّمها إلى أحد مواطنيه وهو العالم بيراز (Peirese) الذي انكّب على دراستها . 